# 1 Strzelecki Dywizjon Artylerii (Imperium Rosyjskie)
1 Strzelecki Dywizjon Artylerii (ros. 1-го стрелковый артиллерийский дивизион) – pododdział artylerii okresu Imperium Rosyjskiego. Dyslokacja w 1914: Łódź (Лодзь).

## Przyporządkowanie 1 stycznia 1914
- 14 Korpus Armijny - (14 АК, 14 армейский корпус), Lublin
  - 1 Brygada Strzelców - Łódź
    - 1 Strzelecki Dywizjon Artylerii - (1-го стрелковый артиллерийский дивизион), Łódź